# Рой Гіт
Рой Обрі Келвін Гіт (13 серпня 1926 — 14 травня 2008) — гаянський письменник, який протягом п'яти десятиліть працював учителем у Великій Британії та писав книги. Його роман «The Murderer» 1978 року отримав Художню премію «Ґардіан». Пізніше він став більш відомим завдяки своїй «Джорджтаунської трилогії» романів, що складається з «From the Heat of the Day» (1979), «One Generation» (1980) і «Genetha» (1981), які також об'єднані як «The Armstrong Trilogy» (1994). Гіт сказав, що його твори «мають стати драматичною хронікою Гаяни двадцятого століття».
Рой Гіт народився та виріс у Джорджтауні в тодішній Британській Гвіані, і «в його жилах текла африканська, індуська, європейська та індіанська кров». Він був другим і наймолодшим сином із чотирьох дітей Мелроуза Артура Гіта (пом. 1928), директора початкової школи, та його дружини Джессі де Вівер (пом. 1991), вчительки музики. Здобувши освіту в Центральній середній школі Джорджтауна, Гіт працював клерком у казначействі (1944—1951). У 1951 році він переїхав до Великої Британії.
Він навчався у Лондонському університеті (1952—1956), здобувши ступінь бакалавра з відзнакою у галузі сучасних мов. Він також вивчав право і був запрошений до адвокатури Лінкольнз інн у 1964 році (і до адвокатської колегії Гаяни у 1973 році), хоча він ніколи не був практикуючим юристом, з 1959 року він почав писати та працювати шкільним вчителем у Лондоні, де він жив до самої смерті у віці 81 року. В останні роки він страждав від хвороби Паркінсона.
Його син, Роган Гіт, заснував гурт «Urban Cookie Collective».

## Творчій доробок
Хоча Гіт покинув Британську Гвіану у 1951 році, «вона ніколи не залишала його. Він завжди писав лише про землю своєї матері, але ніколи про свій прийомний дім». Як зазначає Марк Макватт: «Гаяна завжди є місцем дії його художніх творів, а її столиця та сільська місцевість згадуються у таких потужних і найдрібніших деталях, які, здавалося б, вимагають частих візитів автора». Проте, «хоча художня література [Гіта] щедро живилася його нав'язливими та прискіпливими спогадами про Джорджтаун й узбережжя, його романи не можна назвати прославленням цього місця та його людей. Натомість вони, здається, розкривають невдачі та ганебну неадекватність окремих людей та спільноти».
Його оповідання «Miss Mabel's Burial» було опубліковано у 1972 році у гаянському журналі «Kaie», інше оповідання, «The Wind and the Sun», з'явилося в ямайському журналі «Savacou» через два роки.
Перший роман Гіта, «A Man Come Home», був опублікований у 1974 році у видавництві Longman, де Енн Волмслі займалася карибським напрямком, з обмеженим акцентом на місцевий освітній ринок. Коли Гіт завершив свою наступну книгу, Волмслі «переконувала його шукати в іншому місці фірму, яка могла б принести його роботі визнання, широкі продажі, на які вона заслуговувала. Хто краще, ніж тодішні новостворене Allison & Busby?». У 1978 році вийшов друком роман «The Murderer», який того ж року отримав художню премію «Ґардіан» і був описаний «Обзервером» як «загадково автентичний і унікальний як витвір мистецтва». Роман включили до списку 1999 року «Сучасна бібліотека: 200 найкращих романів англійською мовою з 1950 року» Кармен Калліл і Колма Тойбіна.
У наступні роки вийшли друком ще три романи: «From the Heat of the Day» (1979), «One Generation» (1980) і «Genetha» (1981), зрештою опубліковані в одному томі «The Armstrong Trilogy». Його інші опубліковані романи: «Kwaku; or, The Man Who Could Not Keep His Mouth Shut» (1982), «Orealla» (1984), «The Shadow Bride» (1988) і «The Ministry of Hope» (1997). Його романи «висвітлюють тривоги сучасності перед обличчям руйнівних економічних сил і досліджують тягарі минулого, пов'язані з рабством, працею за наймом і позбавленням прав індіанців».
Він також писав науково-популярні твори, зокрема «Shadows Round the Moon: Caribbean Memoirs» (1990) та п'єси — його «Inez Combray» була поставлена у Джорджтауні, Гаяна, у 1972 році, того ж року він отримав нагороду Гільдії театрів Гаяни.
У 1983 році під час відпустки у Гаяні Гіт прочитав у Джорджтауні пам'ятну лекцію Едгару Міттельголцеру «Мистецтво та досвід». У лекції Гіт заявив: «Ціна, яку художник платить за свій егоїзм, висока. На одному рівні егоїзм зобов'язує його творити, тоді як той самий егоїзм загрожує знищити його. Успіх не тільки ударяє голову, він залишається там, створюючи вимоги, які він не може сподіватися задовольнити. Я гостро усвідомлюю все це і тому намагаюся уникати безпричинної публічності».
У 1989 році він отримав літературну премію Гаяни за роман «The Shadow Bride», який також увійшов до шорт-листа Букерівської премії 1991 року, про який «Publishers Weekly» сказав: «Скромний, невибагливий стиль Гіта створює потужний реалізм оскільки його тонкий аналіз сімейних конфліктів досягає трагічної та зворушливої кульмінації».

## Сприйняття
Твори Гіта отримали широке визнання, і його назвали «справді одним із найяскравіших оповідачів усіх часів», а оглядачі у різний час порівнювали його роботи з роботами таких великих письменників, як-от Д. Г. Лоуренс, Р. К. Нараян, Достоєвський, Толстой, Ґрем Грін, Джозеф Конрад, В. С. Найпол та ін. Описаний Салманом Рушді як «прекрасний письменник», а Едвард Блішен як «просто один із найдивовижніших романістів нашого часу», Гіт міг би бути більш відомим за межами літературних кіл, якби він не уникав особистої публічності, вважаючи, що його творчість повинна говорити самі за себе.
У 2017 році видавництво Аміни Гафур опублікувало книгу «Aftermath of Empire: The Novels of Roy A. K. Heath» — всебічний огляд його творчості.

### «The Murderer» (1978)
Лауреат Жудожньої премії «Ґардіан» 1978 року, «The Murderer» отримав гарні відгуки при першій публікації та пізніших перевидань, схарактеризований «Обзервер» як «загадково автентичний і унікальний як витвір мистецтва», а «Publishers Weekly» як «неймовірне дослідження про падіння людини у параною та божевілля».
«Що вражає у „The Murderer“, так це виконання в стилі, який кремсає емоції…» (Вілсон Гарріс «World Literature Written in English»). Книгу перевидавали у Великій Британії як Penguin Classic у травні 2022 року, а раніше того ж року — нью-йоркським книжковим магазином McNally Jackson як McNally Editions — ціла низка прихованих перлин, які заслуговують на те, щоб їх прочитала широка громадськість. Лемн Сісай сказав: «Гаянські автори — це сяйнисте сузір'я, і Рой Гіт по праву належить до них. Його унікальний стиль вирізняється з-поміж інших авторів його та нашого часу». «Прекрасний письменник і незабутня книга», Салман Рушді. «Шедевр», Колм Тойбін.

### «The Armstong Trilogy»: «From the Heat of the Day» (1979), «One Generation» (1980), «Genetha» (1981)
«Нещасна, похмура сага про життя двох поколінь гаянської сім'ї, яка бореться за респектабельність, але не в змозі вирвати окрім скороминущих моментів щастя… Подібно ранньому Д. Г. Лоуренсу, Гіт наділяє знайомі випробування цій родині стихійною силою, наче кожне з них трапляється вперше. Результат вражає своєю простотою та сукупною силою» — «Kirkus Reviews».
«Нью-Йорк таймс» зазначає: «Містер Гіт — м'який соціальний сатирик із лаконічним, проникливим стилем; його проза сповнена іронії, як очевидної, так і тонкої… Тверда відданість Роя Гіта характеру, сюжету та емоціям, дрібницям повсякденного життя та його прихованим трагедіям не є постмодерністською чи навіть модерністською. Неможливо, попри спорідненість його творів із Достоєвським, Гарді та „Дублінців“ Джойса, визначити дату: у постколоніального світу є свої унікальні часові рамки. Проте назвати цього автора старомодним — не що інше, як похвала».

### «Kwaku; or, the Man Who Could Not Keep His Mouth Shut» (1982)
«Гіт — майстер жартівливої, стриманої комедії; його ніжне співпереживання своїм героям ні на мить не послаблюється поблажливістю. Він дещо більш суровий Р. К. Нараян, і в його чуттєвому захопленні скремблерами та шахраями відчувається більше ніж присмак Кіплінга. Чудовий роман, який вражає як сам по собі, так і в тандемі зі своїм не менш чарівним продовженням. Більше немає жодних сумнівів, що Гіт є одним із найкращих письменників світу» — «Kirkus Reviews».
Марк Чайлдресс з «Нью-Йорк таймс» зазначив: «Кваку походить із довгої лінії літературних бовдурів, яким вдається перемогти розумних людей навколо них. Мова, якою містер Гіт описує цей процес, подекуди розкішна та насичено барокова, а подекуди солодко комічна. У клоунаді героя криється суттєва мудрість і добро. Зрештою, він не може стати таким затятим і корумпованим, як люди, яких він так відчайдушно намагається наслідувати, і в цьому його найбільший успіх».

### «Orealla» (1984)
Стюарт Браун написав у «Kyk-Over-Al»: «…цей роман, мабуть, завдячує Вілсону Гаррісу як і Міттельгольцеру, оскільки протиставляє суспільні, духовні та моральні цінності традиційного життя індіанців».
Френк Бірбалсінг написав у «Indo-Caribbean World»: «Романи Гіта настільки пройняті місцевими визначними пам'ятками, звуками, запахами, мовою й унікальними особливостями ландшафту, що пропонують рідкісне та проникливе розуміння історії та культури Гаяни двадцятого століття».

### «The Shadow Bride» (1988)
Відгук «Kirkus Reviews»: «Гіт, який народився у Гаяні (чудова „The Armstong Trilogy“, 1994) перевершує самого себе завдяки цій амбітній, яскраво написаній, психологічно насиченій хроніці, дії якої розгортаються у його власній колоритній багаторасовій рідній країні, про скомпрометовані амбіції та сімейний конфлікт… І в болісному пересуванні від материнської любові через сексуальне поневолення до кульмінаційного насильства та божевіллі матері Бетти автор досяг віртуозного подвигу в характеристиці: це жінка, яку жоден читач легко не забуде. Блискучий роман Гіта, який також вирізняється своєю гнучкою та ліричною прозою, майстерним опрацюванням кількох місцевих мов, різновидами піджин-англійської та використанням образної мови, що запам'ятовується, отримав номінацію на Букерівську премію. Важко повірити, що він не виграв».
«Publishers Weekly» описав як «Скромний, невибагливий стиль Гіта підкріплює потужний реалізм, а його тонкий аналіз сімейних конфліктів досягає трагічної та зворушливої кульмінації».

### «The Ministry of Hope» (1997)
Про книгу у «Kirkus Reviews» зазначено: «Чудовий комічний роман… Драматичний показ характеру у дії, з яким рідко міг зрівнятися хоча б один сучасний романіст. За всіма пунктами тріумф».
«Publishers Weekly» позитивно відгукнувся: «З тонким слухом до комічних діалогів і чуттям до іронії суперечливих особистостей… Гіт уміло веде свій чарівний корабель дурнів і шахраїв крізь море шахрайської корупції до великодушного завершення».

### «Shadows Round the Moon» (1990)
Реймонд Вільямс зазначив: «У своєму романі-мемуарах „Shadows Round the Moon“ Гіт відкриває спогади про колоніальне життя та карибську культуру. Варті уваги його відтворення гаянського діалекту, а також його описи креольської (чорної), індуїстської та мусульманської громад».

## Нагороди
- 1972: Премія Гільдії театрів Гаяни
- 1978: Художня премія «Ґардіан» за «The Murderer».
- 1989: Премія Гаяни з літератури
- 1991: шортлист Букерівської премії за «The Shadow Bride».